# Zdeňka Honsová
Zdeňka Honsová (Jihlava, Checoslovaquia, 3 de julio de 1927-16 de mayo de 1994) fue una gimnasta artística checoslovaca, campeona olímpica en Londres 1948 en el concurso por equipos.

## Carrera deportiva
En las Olimpiadas celebradas en Londres en 1948 consigue junto con su equipo el oro en el concurso grupal, quedando por delante de las gimnastas húngaras y las estadounidenses, y siendo sus compañeras de equipo: Božena Srncová, Marie Kovářová, Miloslava Misáková, Milena Müllerová, Věra Růžičkova, Olga Šilhánová y Zdeňka Veřmiřovská.